# Mateo Stivelberg
Mateo Stivel Botero (Bogotá 1983) es un cineasta y actor colombiano, reconocido por dirigir los largometrajes La rectora y El man del porno y los seriados Siempre bruja y La ley secreta.

## Biografía

### Primeros años
Stivel es hijo de la actriz colombiana María Cecilia Botero y del director de televisión y escritor argentino David Stivel. Al crecer en este ambiente, Mateo empezó a mostrar interés por los medios audiovisuales.

### Carrera
Su primera aparición en las pantallas se dio a los pocos meses de nacido, cuando participó al lado de su madre, la actriz colombiana María Cecilia Botero en un comercial institucional a favor de la lactancia. Entre 1996 y 1997, como actor infantil, hizo parte del seriado juvenil "Conjunto Cerrado". Al terminar sus estudios básicos se trasladó a Buenos Aires para estudiar dirección cinematográfica en la Universidad del Cine. Allí colaboró en la realización del cortometraje Miradas sobre Buenos Aires en 2007.
Tras su regreso a Colombia se involucró en la producción de las series de televisión Rosario Tijeras y Popland!, e integró el reparto de la película de terror El páramo, de Jaime Osorio Marquez. Ese mismo año fundó junto con Camilo Fonseca la productora La Guapa Films, con la que dirigió el cortometraje Koko, protagonizada por Andrés Felipe Torres y Mario Duarte. Acto seguido se encargó de dirigir algunos vídeoclips musicales y ocho episodios de la serie Metástasis.
Se desempeñó como asistente de dirección en el largometraje  Tiempo perdido de Alexander Giraldo y debutó como director de largometrajes en 2015 con La rectora. Un año después dirigió, junto a Liliana Bocanegra, la exitosa telenovela La esclava blanca. Por su desempeño en esta producción, la pareja de directores obtuvo un galardón en el Seoul International Drama Awards en la categoría de mejor dirección dramática.

### Actualidad
En 2018 dirigió su segundo largometraje, El man del porno, protagonizada por José Restrepo, Tatiana Ariza y Luis Eduardo Arango. En 2019 dirigió las series de televisión La ley secreta y Siempre bruja.

## Filmografía destacada
| Año  | Título                     | Rol                     | Producción          |
| ---- | -------------------------- | ----------------------- | ------------------- |
| 1996 | Conjunto Cerrado           | Actor                   | Serie de televisión |
| 2005 | Rosario Tijeras            | Asistente de producción | Serie de televisión |
| 2007 | Miradas sobre Buenos Aires | Editor                  | Cortometraje        |
| 2011 | Popland!                   | Director de piloto      | Serie de televisión |
| 2011 | El páramo                  | Actor                   | Largometraje        |
| 2012 | Koko                       | Director                | Cortometraje        |
| 2013 | Metástasis                 | Asistente de dirección  | Serie de televisión |
| 2015 | La rectora                 | Director                | Largometraje        |
| 2016 | La esclava blanca          | Director                | Serie de televisión |
| 2016 | La despedida               | Director                | Cortometraje        |
| 2018 | El man del porno           | Director                | Largometraje        |
| 2018 | Falsos falsificados        | Director                | Serie de televisión |
| 2019 | Siempre bruja              | Director                | Serie de televisión |
| 2019 | La ley secreta             | Director                | Serie de televisión |
| 2022 | Las Villamizar             | Director                | Serie de televisión |
| 2023 | La primera vez             | Director                | Serie de televisión |
| 2023 | Los Billis                 | Director                | Serie de televisión |